# Robert Novotný (historik)
Robert Novotný (* 8. srpna 1974, Praha) je český historik.

## Životopis
Na Pedagogické fakultě Univerzity Karlovy v Praze vystudoval nejprve magisterský obor Dějepis – Základy společenských věd (1994–2000) s diplomovou prací Rožmberská klientela v 15. století a v letech 2000–2008 též doktorské studium, které ukončil obhajobou disertační práce Sociální, institucionální a konfesionální aspekty vývoje české šlechty v pozdním středověku.
Od roku 2000 působí v Centru medievistických studií Filosofického ústavu Akademie věd ČR, kde je od roku 2020 zároveň zástupcem ředitele a dále šéfredaktorem časopisu Studia Mediaevalia Bohemica.
Odborně se zaměřuje na sociální dějiny pozdního středověku, šlechtu, husitství a na historickou sémantiku.

### Ocenění
- 2013 – Cena Akademie věd (jako spoluautor knihy Lucemburkové. Česká koruna uprostřed Evropy)[4]
- 2024 – Ocenění za popularizaci filosofie a příbuzných humanitních věd ředitele Filosofického ústavu Akademie věd ČR[5]